# Leuggelbach
Leuggelbach är en ort i kommunen Glarus Süd i kantonen Glarus i Schweiz. Den ligger vid floden Linth, cirka 7,5 kilometer söder om Glarus. Orten har 149 invånare (2023).
Orten var före den 1 juli 2006 en egen kommun, men inkorporerades då tillsammans med Nidfurn i kommunen Haslen. Haslen blev i sin tur en del av kommunen Glarus Süd den 1 januari 2011.